# リチャード・フィッツアラン (第11代アランデル伯)
第11代アランデル伯爵リチャード・フィッツアラン（英語: Richard FitzAlan, 11th Earl of Arundel, KG、1346年 - 1397年9月21日）は、イングランドの貴族。
リチャード2世の治世下で訴追派貴族の一人として行動し、1388年の非情議会で国王側近たちを粛清したが、1397年にリチャード2世の逆襲に遭い、大逆罪で処刑された。

## 経歴

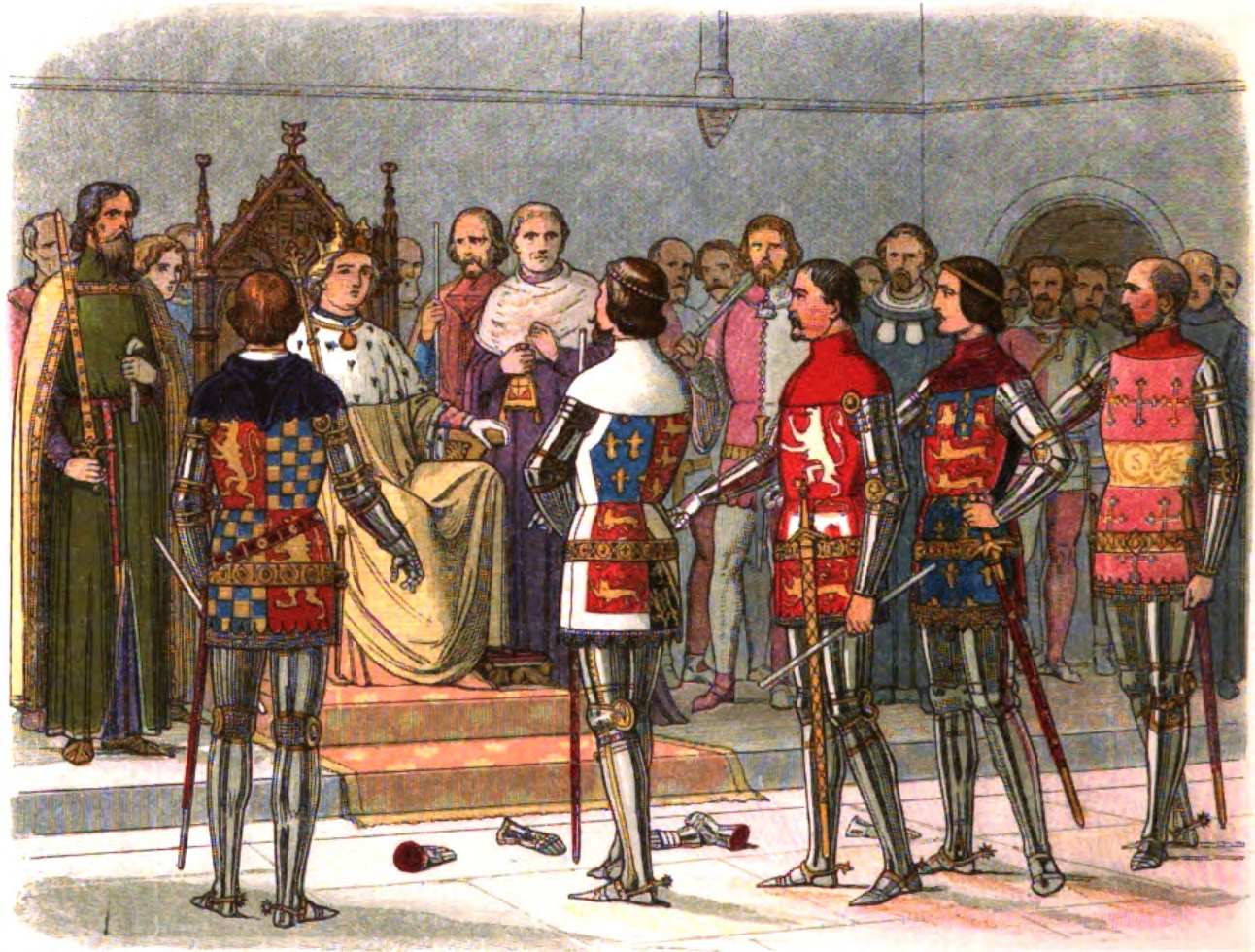
アランデル伯ら訴追派貴族五名と国王リチャード2世

1346年に第10代アランデル伯リチャード・フィッツアランとその妻エレノア・オブ・ランカスター（第3代ランカスター伯ヘンリーの娘）の間の長男（先妻の子も入れると次男）としてサセックス・アランデル城に生まれた。
1376年に父が死去しアランデル伯位を継承した。1377年には西部および南部の海軍長官（Admiral of the West and South）を務めた。1386年にはガーター騎士団のナイトに任じられるとともに全イングランドの海軍長官（Admiral of England）に就任。1387年3月24日のマーゲイトの戦い（Battle off Margate）ではフランス・スペイン・フラマンの連合軍の艦隊に対して目覚ましい勝利を挙げた。
しかしリチャード2世はアランデル伯などの旧世代貴族を嫌っており、遠ざけていた。それに不満を抱いたアランデル伯は、やがて反国王派になった。1384年4月の議会ではアランデル伯が「国は崩壊の危機に瀕している」と述べたのに対してリチャード2世は怒り狂って「真っ赤な嘘だ。貴様は悪魔のところにでも行くがよい」と絶叫している。
グロスター公トマス・オブ・ウッドストック王子や第12代ウォリック伯トマス・ド・ビーチャムらと共に後に訴追派貴族と呼ばれる党派を形成した。彼らは1386年10月の議会で国王に廃位の可能性をちらつかせて脅迫しつつ、国王側近の初代サフォーク伯マイケル・ド・ラ・ポールを弾劾して投獄に追い込んだ。またこの際にその後任としてアランデル伯の弟であるイーリー司教トマスを任命させた。
1387年秋には国王側近の第9代オックスフォード伯兼アイルランド公ロバート・ド・ヴィアーとサフォーク伯を批判する訴状を議会に提出した。さらに同年末に訴追派貴族の軍はオックスフォード伯率いる王軍を襲撃してラドコット・ブリッジの戦いでオックスフォード伯を破った。これにより訴追派貴族が宮廷と議会を掌握するに至った。1388年には非情議会を招集して庶民院の賛同も得て国王側近に次々と死刑判決を下した。
しかしリチャード2世廃位については後継者について諸侯の意見が一致しなかったために沙汰止みとなった。さらに1388年秋の議会で庶民院と貴族院が対立する中、国王が調停役として手腕を発揮したため、国王の権威が回復し始めた。1389年5月に国王は成年と親政を宣言し、グロスター公やアランデル伯らを解任した。
国王は親政開始宣言からしばらくは1382年から1386年の寵臣政治に戻ろうという気配を見せなかった。しかし内心では訴追派貴族への復讐の機会をうかがっていた。そして1397年7月にアランデル伯はグロスター公やウォリック伯と共に逮捕された。グロスター公は議会の裁判に連行される前に暗殺されたが、アランデル伯とウィリック伯の2人は、9月の議会で裁判にかけられた。そして1386年から1388年の訴追派貴族の行動は大逆罪にあたると告発された。リチャード2世もサイモン・バーリーが冤罪で処刑されたのはアランデル伯の責任であるとして彼に死刑を申し渡した。アランデル伯は赦免を申し出たが、却下された（一方ウォリック伯はひれ伏して罪を告白したので死刑を免れてマン島追放で済んだ）。
私権剥奪のうえ、9月21日にロンドン・チープサイドで斬首された。
2年後の1399年、リチャード2世が従弟でランカスター家のヘンリー4世（彼も訴追派貴族の一人だった）のクーデターによって王位を追われ、1年後の1400年10月にアランデル伯の私権剥奪は解除され、息子のトマス・フィッツアランが爵位を回復した。

## 栄典

### 爵位
1376年1月24日の父リチャード・フィッツアランの死により以下の爵位を継承した。
- 第11代アランデル伯爵 (11th Earl of Arundel)
(1138年頃創設のイングランド貴族爵位)
- 第9代サリー伯爵 (9th Earl of Surrey)
(1088年創設のイングランド貴族爵位)

1397年9月に私権剥奪で上記爵位は剥奪される

### 栄典
- 1386年、ガーター騎士団（勲章）ナイト(KG)[1][2]

## 家族
1359年に初代ノーサンプトン伯ウィリアム・ド・ブーンの娘エリザベス・ド・ブーンと結婚。彼女との間に以下の1男4女を儲けた。
- 第1子（長女）エリザベス・フィッツアラン（英語版）（1374年 - 1425年） - サー・ウィリアム・モンタギュー（第2代ソールズベリー伯ウィリアム・モンタギューの長男）、ついで初代ノーフォーク公トマス・モウブレーと結婚
- 第2子（次女）ジョアン・フィッツアラン（英語版）（1375年 - 1435年） - 初代バーガヴェニー男爵（英語版）ウィリアム・ド・ビーチャムと結婚
- 第3子（三女）マーガレット・フィッツアラン（1375年以降 - ?） - ローランド・リーサルと結婚
- 第4子（長男）トマス・フィッツアラン（1381年 - 1415年） - 第12代アランデル伯位を回復
- 第5子（四女）アリス・フィッツアラン（英語版）（1382年 - 1415年） - 第4代チャールトン男爵（英語版）ジョン・チャールトン（英語版）と結婚

1390年に第3代マーチ伯エドマンド・モーティマーの娘フィリッパと再婚。彼女との間に以下の1子を儲ける。
- 第6子（次男）ジョン・フィッツアラン（1394年以前 - 1397年以降）